# Gerhard Kaiser (Schachkomponist)
Gerhard Kaiser (* 11. Oktober 1890 in Bautzen; † 13. Juni 1966 in Dresden) war ein deutscher Schachkomponist und Schachredakteur.

## Schachkomposition
Gerhard Kaiser erlernte zur Schulzeit die Schachregeln aus einem Lehrbuch. Erst nach dem Ersten Weltkrieg entdeckte er in einer alten Illustrierten eine von Dufresne geleitete Schachspalte und interessierte sich für Schachaufgaben. 1919 begann er, selbst zu komponieren.
Später lernte er im Dresdner Schachverein Friedrich Palitzsch und Rudolf Leopold kennen. Sie ermunterten ihn zu eigenem Schaffen.
Seine Kompositionen zeichnen sich durch Einfallsreichtum, strenge Logik und knappe, prägnante Form aus. Er komponierte mehr als 100 Miniaturen. Seine Miniaturensammlung umfasste nahezu 10.000
Aufgaben und wurde später schließlich von Klaus-Peter Zuncke übernommen.
Die „wohl bekannteste Miniatur“ Kaisers wurde ins FIDE-Album 1945/1955 aufgenommen:
|   | a | b | c | d | e | f | g | h |   |
| 8 |   |   |   |   |   |   |   |   | 8 |
| 7 |   |   |   |   |   |   |   |   | 7 |
| 6 |   |   |   |   |   |   |   |   | 6 |
| 5 |   |   |   |   |   |   |   |   | 5 |
| 4 |   |   |   |   |   |   |   |   | 4 |
| 3 |   |   |   |   |   |   |   |   | 3 |
| 2 |   |   |   |   |   |   |   |   | 2 |
| 1 |   |   |   |   |   |   |   |   | 1 |
|   | a | b | c | d | e | f | g | h |   |

Probespiel:
1. Db6–b8? Sc7–e8!
Lösung:
1. Db6–b7! (droht 2. Db7–h1+ Le5–h2 3. Dh1xh2 matt) Le5–h2

2. Db7–b8! Sc7–e8

3. Db8xh2 matt.
Die Aufgabe zeigt eine schwarz-weiße Bahnung: Der schwarze Läufer bahnt der weißen Dame im Voraus den Weg nach h2.
Eine weitere charakteristische Miniatur:
|   | a | b | c | d | e | f | g | h |   |
| 8 |   |   |   |   |   |   |   |   | 8 |
| 7 |   |   |   |   |   |   |   |   | 7 |
| 6 |   |   |   |   |   |   |   |   | 6 |
| 5 |   |   |   |   |   |   |   |   | 5 |
| 4 |   |   |   |   |   |   |   |   | 4 |
| 3 |   |   |   |   |   |   |   |   | 3 |
| 2 |   |   |   |   |   |   |   |   | 2 |
| 1 |   |   |   |   |   |   |   |   | 1 |
|   | a | b | c | d | e | f | g | h |   |

Diese Aufgabe zeigt eine römische Lenkung des schwarzen Turms (sogen. Schlagrömer).

Verführung:
1. Lg6–f7? Th8–h3

2. Lf7–c4 Th3–d3!

3. Lc4xd3 Patt
Lösung:
1. Lg6–d3 Th8–e8

2. Ld3–c4! Te8–e3 Hinlenkung

3. Sg2xe3+ Kd1–e1

4. Tb2–e2 Mustermatt

## Redakteur
Am 18. Januar 1958 gründete Kaiser die Schachecke der Sächsischen Zeitung. Sie erschien zunächst unter dem Titel Schach am Wochenende, seit Aufgabe 246 unter Unsere Schachecke. Mit Aufgabe 370 übernahm Hans Vetter die Redaktion, sein Nachfolger war von 1973 bis 1992 Günter Schiller und nach dessen Tode Frank Reinhold.
Ab Oktober 1961 bis Ende 1964 redigierte Kaiser die Rubrik Probleme und Studien der Zeitschrift Schach.

## Leben
Bereits 1891 übersiedelten seine Eltern nach Dresden. Ab 1909 studierte Kaiser in Jena, Leipzig und Berlin Jura. Von 1919 bis 1921 war er als Referendar an Dresdner Gerichten tätig. Anschließend legte er das 2. Staatsexamen ab und promovierte zum Dr. jur. Als Assessor trat er in den staatlichen Verwaltungsdienst ein und war später Regierungsrat in Döbeln und zuletzt Oberregierungsrat in Pirna.

## Weblink
- Kompositionen von Gerhard Kaiser (Schachkomponist) auf dem PDB-Server der Schwalbe